# 5e étape du Tour de France 2011
Pour un article plus général, voir Tour de France 2011.
La 5e étape du Tour de France 2011 s'est déroulée le mercredi 6 juillet 2011. Longue de 165 kilomètres, elle relie Carhaix-Plouguer (Finistère) au Cap Fréhel (Côtes d'Armor), les 80 derniers kilomètres se déroulent en bord de mer. Le Britannique Mark Cavendish (HTC-Highroad) remporte l'étape et le Norvégien Thor Hushovd (Garmin-Cervélo) conserve son Maillot Jaune.

## Déroulement de la course
La cinquième étape est marquée pas de nombreuses chutes impliquant certains leaders tels Janez Brajkovič         (RadioShack), qui abandonne, Alberto Contador (Saxo Bank-SunGard), Robert Gesink (Rabobank) et Tom Boonen (Quick Step), qui abandonnera deux jours plus tard. Quatre coureurs ont décidé de prendre l'échappée :  l'Espagnol José Iván Gutiérrez (Movistar) et les trois Français Anthony Delaplace (Saur-Sajosun), Sébastien Turgot (Europcar) et Tristan Valentin (Cofidis). Anthony Delaplace passe en premier au sommet de la Côte de Gurunhuel, avec plus de cinq minutes d'avance sur le peloton. Au sprint intermédiaire de Goudelin, Sébastien Turgot conclue l'échappée, Borut Božič le peloton. Les quatre coureurs partis en solitaire sont rattrapés à 45 kilomètres de l'arrivée, Thomas Voeckler (Europcar) et Jérémy Roy (FDJ) tentent de relancer 10 kilomètres plus loin, ce premier finit absorbé par le peloton à moins de 2 km du final. Sous la flamme rouge, Edvald Boasson Hagen (Sky) tente sa chance de loin mais c'est finalement Mark Cavendish (HTC-Highroad) qui s'impose devant Philippe Gilbert (Omega Pharma-Lotto). Philippe Gilbert récupère le maillot vert, à la faveur du déclassement de Rojas (Movistar) lors du sprint intermédiaire.

## Sprints
| Premier     | Sébastien Turgot    | 20 pts. |
| Deuxième    | Tristan Valentin    | 17 pts. |
| Troisième   | José Iván Gutiérrez | 15 pts. |
| Quatrième   | Anthony Delaplace   | 13 pts. |
| Cinquième   | Borut Božič         | 11 pts. |
| Sixième     | Leonardo Duque      | 10 pts. |
| Septième    | Romain Feillu       | 9 pts.  |
| Huitième    | Philippe Gilbert    | 8 pts.  |
| Neuvième    | Mickaël Delage      | 7 pts.  |
| Dixième     | Vladimir Isaichev   | 6 pts.  |
| Onzième     | Mark Cavendish      | 5 pts.  |
| Douzième    | Francisco Ventoso   | 4 pts.  |
| Treizième   | Alessandro Petacchi | 3 pts.  |
| Quatorzième | Gert Steegmans      | 2 pts.  |
| Quinzième   | Mark Renshaw        | 1 pt.   |

| Premier     | Mark Cavendish        | 45 pts. |
| Deuxième    | Philippe Gilbert      | 35 pts. |
| Troisième   | José Joaquín Rojas    | 30 pts. |
| Quatrième   | Tony Gallopin         | 26 pts. |
| Cinquième   | Geraint Thomas        | 22 pts. |
| Sixième     | André Greipel         | 20 pts. |
| Septième    | Sébastien Hinault     | 18 pts. |
| Huitième    | William Bonnet        | 16 pts. |
| Neuvième    | Daniel Oss            | 14 pts. |
| Dixième     | Thor Hushovd          | 12 pts. |
| Onzième     | Cadel Evans           | 10 pts. |
| Douzième    | Andreas Klöden        | 8 pts.  |
| Treizième   | Arnold Jeannesson     | 6 pts.  |
| Quatorzième | Stuart O'Grady        | 4 pts.  |
| Quinzième   | Jurgen Van den Broeck | 2 pt.   |

José Joaquín Rojas (Movistar) et Tom Boonen (Quick Step), originellement classés sixième et neuvième, ont été déclassés après la fin de l'étape par les commissaires pour sprint irrégulier.

## Côte
- Côte de Gurunhuel, 4e catégorie (kilomètre 45,5)

| Premier | Anthony Delaplace | 1 pt. |

## Classement de l'étape
|    | Coureur            | Pays        | Équipe              | Temps | Temps           |
| -- | ------------------ | ----------- | ------------------- | ----- | --------------- |
| 1  | Mark Cavendish     | Royaume-Uni | HTC-Highroad        | en    | 3 h 38 min 32 s |
| 2  | Philippe Gilbert   | Belgique    | Omega Pharma-Lotto  |       | m.t.            |
| 3  | José Joaquín Rojas | Espagne     | Movistar            |       | m.t.            |
| 4  | Tony Gallopin      | France      | Cofidis             |       | m.t.            |
| 5  | Geraint Thomas     | Royaume-Uni | Sky                 |       | m.t.            |
| 6  | André Greipel      | Allemagne   | Omega Pharma-Lotto  |       | m.t.            |
| 7  | Sébastien Hinault  | France      | AG2R La Mondiale    |       | m.t.            |
| 8  | William Bonnet     | France      | FDJ                 |       | m.t.            |
| 9  | Daniel Oss         | Italie      | Liquigas-Cannondale |       | m.t.            |
| 10 | Thor Hushovd       | Norvège     | Garmin-Cervélo      |       | m.t.            |

## Classement général
|    | Coureur              | Pays        | Équipe         | Temps | Temps            |
| -- | -------------------- | ----------- | -------------- | ----- | ---------------- |
| 1  | Thor Hushovd         | Norvège     | Garmin-Cervélo | en    | 17 h 36 min 57 s |
| 2  | Cadel Evans          | Australie   | BMC Racing     | +     | 1 s              |
| 3  | Fränk Schleck        | Luxembourg  | Leopard-Trek   |       | 4 s              |
| 4  | David Millar         | Royaume-Uni | Garmin-Cervélo |       | 8 s              |
| 5  | Andreas Klöden       | Allemagne   | RadioShack     |       | 10 s             |
| 6  | Bradley Wiggins      | Royaume-Uni | Sky            |       | 10 s             |
| 7  | Geraint Thomas       | Royaume-Uni | Sky            |       | 12 s             |
| 8  | Edvald Boasson Hagen | Norvège     | Sky            |       | 12 s             |
| 9  | Jakob Fuglsang       | Danemark    | Leopard-Trek   |       | 12 s             |
| 10 | Andy Schleck         | Luxembourg  | Leopard-Trek   |       | 12 s             |

## Classements annexes

### Classement par points
|   | Cycliste           | Pays      | Équipe             | Points |
| - | ------------------ | --------- | ------------------ | ------ |
| 1 | Philippe Gilbert   | Belgique  | Omega Pharma-Lotto | 120    |
| 2 | José Joaquín Rojas | Espagne   | Movistar           | 112    |
| 3 | Cadel Evans        | Australie | BMC Racing         | 90     |

### Classement du meilleur grimpeur
|   | Cycliste         | Pays      | Équipe             | Points |
| - | ---------------- | --------- | ------------------ | ------ |
| 1 | Cadel Evans      | Australie | BMC Racing         | 2      |
| 2 | Philippe Gilbert | Belgique  | Omega Pharma-Lotto | 1      |
| 3 | Mickaël Delage   | France    | FDJ                | 1      |

### Classement du meilleur jeune
|   | Cycliste             | Pays        | Équipe   | Temps | Temps            |
| - | -------------------- | ----------- | -------- | ----- | ---------------- |
| 1 | Geraint Thomas       | Royaume-Uni | Sky      | en    | 17 h 37 min 09 s |
| 2 | Edvald Boasson Hagen | Norvège     | Sky      | +     | 0 s              |
| 3 | Robert Gesink        | Pays-Bas    | Rabobank |       | 8 s              |

### Classement par équipes
|   | Équipe         | Pays        | Temps | Temps            |
| - | -------------- | ----------- | ----- | ---------------- |
| 1 | Garmin-Cervélo | États-Unis  | en    | 52 h 01 min 31 s |
| 2 | Sky            | Royaume-Uni | +     | 2 s              |
| 3 | Leopard-Trek   | Luxembourg  |       | 4 s              |

## Abandons
- Janez Brajkovič (RadioShack) : abandon, à la suite d'une chute
- Christophe Kern (Europcar) : abandon, à la suite d'une tendinite au genou